# Оболенский, Иван Сергеевич
Иван Сергеевич Оболенский (англ. Ivan Sergeyevich Obolensky: 15 мая 1925 — 29 января 2019) — американский финансовый аналитик и корпоративный служащий, издатель, флайт-лейтенант ВМС США.

## Биография
Родился 15 мая 1925 года в Лондоне в семье Сергея Платоновича Оболенского и Авы Элис Мюриэль Астор. Иван Оболенский окончил школу Святого Георгия в Ньюпорте и Йельский колледж в Нью-Хейвене в 1947 году. Во время учёбы в Йельском университете он был членом старшего тайного общества Сент-Эльмо.
После Йельского университета Оболенский стал писателем, работающим в Telavid Inc. Imports, и продолжил службу в ВМС США в качестве пилота. В 1957 году вместе с партнёром Дэвидом Макдауэллом основал издательскую фирму McDowell, Obolensky Inc. Фирма опубликовала получивший Пулитцеровскую премию роман Джеймса Эйджи «Смерть в семье» (1957) и была издателем в США романа Чинуа Ачебе «И пришло разрушение» (1959). Фирма была закрыта в 1960 году, после чего Оболенский основал второе издательство, Ivan Obolensky Inc. Эта фирма просуществовала до 1965 года, когда Иван Оболенский присоединился к инвестиционно-банковской фирме A.T. Brod & Company в качестве партнёра. Издательство просуществовало до 1968 года под названием Astor-Honor.
На протяжении всей своей основной карьеры на Уолл-стрит в качестве финансового аналитика Оболенский работал со многими престижными счетами. Являлся вице-президентом биржевых брокеров Moseley, Hallgarten, Estabrook & Weeden Inc. и вице-президентом Shields & Company. Оболенский был активным членом филантропического сообщества в Нью-Йорке. В течение многих лет являлся активным сторонником Клуба солдат, моряков, морской пехоты, береговой охраны и лётчиков, а также Нью-йоркского международного бала дебютанток, который приносит пользу клубу. Также являлся вице-президентом Ассоциации русского дворянства в Америке и американским приором православного ордена Святого Иоанна.
Умер 29 января 2019 года в Нью-Йорке. Похоронен на кладбище в Райнбеке.

## Семья
Иван Оболенский впервые женился в Нью-Йорке 10 октября 1949 года на Клэр Элизабет Макгиннис (1929—2015), дочери Феликса Синьоре Макгинниса (1883—1945), вице-президента Южной тихоокеанской транспортной компании, и Клары Леонардт (1887—1984). До своего развода в 1956 году Иван и Клэр стали родителями одной дочери и двух сыновей:
- Марина «Мария» Ивановна Оболенская (род. 1951), вышедшая замуж за Николаса Карлтона. Позже вышла замуж за Уильяма Д. Фолвика (1932—2017)[10].
- Иван Иванович Оболенский (род. 1952), женат на Мэри Джо Смит, бездетный.
- Давид Иванович Оболенский (род. 1953), женат на Мэри Кэтрин Хикс (род. 1952), отец двоих дочерей[11].

После развода Клэр вышла замуж за дизайнера и художественного консультанта Гаррика К. Стивенсона (1927—2007). 22 октября 1959 года Оболенский повторено женился на Мэри Элизабет Моррис (1934—2006). Их сын:
- Сергей Иванович Оболенский (род. 1960), женат на Сесилии Чепмен Джастис (род. 1956), отец двоих сыновей[15].